# غاريث وايت (لاعب كرة قدم)
غاريث وايت (بالإنجليزية: Gareth Waite)‏ هو لاعب كرة قدم بريطاني في مركز الوسط، ولد في 16 فبراير 1986 في ستوكتون أون تيز ‏ في المملكة المتحدة. لعب مع دارلينجتون إف سى.

## وصلات خارجية
- غاريث وايت (لاعب كرة قدم) على موقع قاعدة بيانات كرة القدم.إي يو (الإنجليزية)
- غاريث وايت (لاعب كرة قدم) على موقع Soccerbase.com (لاعب) (الإنجليزية)